# José Manuel Jiménez Ortiz
José Manuel Jiménez Ortiz, conegut futbolísticament com a Mané (nascut el 21 de desembre de 1981 a Algesires), és un exfutbolista professional andalús que jugava com a lateral esquerre.

## Vida personal
De 2007 a 2009, Mané Ortiz era un dels tres futbolistes de la UD Almería amb aquest cognom, conjuntament amb José Ortiz i Juan Manuel Ortiz.